# تمام حیوانات کوچک
«تمام حیوانات کوچک» (انگلیسی: All the Little Animals) یک فیلم به کارگردانی جرمی توماس است که در سال ۱۹۹۸ منتشر شد. از بازیگران آن می‌توان به جان هارت، کریستین بیل، و جیمز فوکنر اشاره کرد.

## خلاصه داستان
داستان فیلم در مورد مشکلات پسری احساساتی به نام بابی (کریستین بیل) است. او به خاطر بدرفتاری‌های ناپدریش (دنیل بنزالی) ملقب به چاقالو از جمله کشتن موش خانگی بابی و آزار و اذیت مادر که نهایتاً منجر به مرگ او می‌شود، از خانه فرار می‌کند. در این هنگام او خود را در یکی از جنگل‌های انگلستان و در مقابل مردی (جان هارت) که دچار سانحه شده می‌یابد. آقای سامرز خود را مردی معرفی می‌کند که دائماً در حال رفت‌وآمد است تا حیواناتی را که با ماشین کشته شده‌اند را دفن کند و او این کار را شغل خود معرفی می‌کند. بابی هم برای حیوانات احساس ناراحتی کرده و در این کار با آقای سامرز همکاری می‌کند.